# 강서린
강서린(2008년 12월 6일 ~ )은 대한민국의 배우, 모델이다

## 경력
- 2010년 보솜이 아기 모델 선발대회 모델
- 2011년 아이챌린지 유아 모델 선발대회 모델
- 2014년 빅그린 베이비 모델 선발대회 모델
- 2014년 아이챌린지 유아 모델 선발대회 모델
- 2014년 아망 키즈 모델 선발대회 모델
- 2014년 BONF 키즈 모델 콘테스트 모델
- 2022년 인포커스 We Go Together 엠버서더
- 2022년 빛가람국제평화영화제 홍보대사

## 출연

### 방송

#### 드라마
- 2015년 MBC 《여왕의 꽃》
- 2015년 MBC 《아름다운 당신》
- 2016년 JTBC 《욱씨남정기》 - 수정역
- 2017년 MBC 《죽어야 사는 남자》 - 강예원 아역
- 2022년 경기도교육청 《청소년 극장 - MBTI 소개하기》 (웹 드라마)
- 2022년 경기도교육청 《청소년 극장 - MBTI LOVE》 (웹 드라마)
- 2022년 경기도교육청 《청소년 극장 - MBTI TEST》 (웹 드라마)
- 2022년 경기도교육청 《청소년 극장 - MBTI 감별사》 (웹 드라마)
- 2022년 경기도교육청 《청소년 극장 - 빵점과 백점 사이》 (웹 드라마)
- 2022년 경기도교육청 《청소년 극장 - 자전거》 (웹 드라마)
- 2022년 경기도교육청 《청소년 극장 - HOT PACK》 (웹 드라마)

#### 교양
- 2016년 대한민국 국토교통부 《에너지 지킴이와 함께하는 건물 에너지 절약 방법》 (웹 교양) - 주인공 민아역

### 영화
- 2017년 《아들에게 가는 길》 (독립 영화) - 초롱 역
- 2020년 《내 남자 친구를 소개합니다》 (웹 영화)
- 2020년 《개 같은 것들》 (독립 영화) - 어린 시아 역 (주소정 아역)
- 2021년 《수상한 법정》 (웹 영화) - 김사랑 역
- 2022년 《어부바》 - 한이슬 역

### 광고
- 2011년 깨끗한나라 보솜이 베이비 팬티 - 아기 건강 편
- 2011년 깨끗한나라 보솜이 - 아기 모델 선발대회 편
- 2015년 영실업 시크릿 쥬쥬 - 우리의 시크릿 타임 편
- 2015년 대한민국 국토교통부 / 주택도시보증공사 주택도시기금 - 집과 도시를 살기 좋게 편 (With 박지성)
- 2015년 초록우산 어린이재단 미아 방지 캠페인
- 2015년 대통령기록관 홍보영상
- 2015년 천재영어 지면광고
- 2016년 현대자동차 지면광고 촬영
- 2016년 풀무원 낫또 - 키즈편

## 수상
- 2010년 보솜이 아기 모델 선발대회 대상
- 2014년 빅그린 베이비 모델 선발대회 맘메이드 베이비상
- 2014년 아망 키즈 모델 선발대회 우수상
- 2014년 BONF 키즈 모델 콘테스트 BONF KIDS 프렌즈상
- 2022년 대한민국 한류문화대상 아역상